# Weide (Leichlingen)
Weide ist ein Wohnplatz in der Stadt Leichlingen (Rheinland) im Rheinisch-Bergischen Kreis.

## Lage und Beschreibung
Weide liegt nordöstlich des Leichlinger Ortskerns auf der Leichlinger Hochfläche an der Landesstraße 359. Nachbarorte sind Roderhof, Schmerbach, Wachholder, Scheidt, Neuland, Hülstrung, Bergerhof, Waltenrath, Bennert, Diepenbroich, Oberschmitte, Ellenbogen, Buntenbach, Bechlenberg, Pohligshof und Dierath. Wüst gefallen ist Büchelshäuschen.

## Geschichte
Im 18. Jahrhundert gehörte der Ort zum Kirchspiel Leichlingen im bergischen Amt Miselohe. Auf der Gemeindekarte Leichlingens von 1830 ist der Ort als Smidt beschriftet. Die Topographische Aufnahme der Rheinlande von 1824 und die Preußische Uraufnahme von 1844 verzeichnen den Ort beide als Weide.
1815/16 lebten 15 Einwohner im Ort. 1832 gehörte Weide der Bürgermeisterei Leichlingen an. Der laut der Statistik und Topographie des Regierungsbezirks Düsseldorf als Hofstadt kategorisierte Ort besaß zu dieser Zeit drei Wohnhäuser und drei landwirtschaftliche Gebäude. Zu dieser Zeit lebten 19 Einwohner im Ort, davon vier katholischen und 15 evangelischen Glaubens.
Im Gemeindelexikon für die Provinz Rheinland werden 1885 drei Wohnhäuser mit 19 Einwohnern angegeben. 1895 besitzt der Ort drei Wohnhäuser mit 16 Einwohnern, 1905 drei Wohnhäuser und zwölf Einwohner.